# D-Train
D. Train – afroamerykańska grupa post-disco związana z gatunkami soul i rhythm and blues, popularna na początku lat osiemdziesiątych XX wieku. Ich największy przebój to „You’re the One for Me“ (U.S. Dance #1, UK #30) z roku 1982.

## Skład
W grupie występowali
- James "D-Train" Williams  - śpiew
- Hubert Eaves III - instrumenty perkusyjne, gitara basowa, instrumenty klawiszowe

## Dyskografia

### Albumy
- 1982 D. Train (a.k.a. You're The One For Me) (Prelude Records) - U.S. #128
- 1983 Music (Prelude Records)
- 1984 Something's On Your Mind (Prelude Records)

### Single
- 1982  "Keep On" - U.S. Dance #2
- 1982  "Walk on By"/"D Train's Theme" - U.S. Dance #45
- 1982  "You're the One for Me" - U.S. Dance #1, U.S. R&B #13
- 1983  "Music" - U.S. Dance #12
- 1983  "Something's on Your Mind" - U.S. #79
- 1984 "Just Another Night (Without Your Love)" - U.S. R&B #59
- 1985 "You're the One for Me" (remix) (U.K. #15)